# Майдан (Татарстан)
Майдан — село в Верхнеуслонском районе Татарстана. Административный центр Майданского сельского поселения.

## География
Находится в западной части Татарстана на расстоянии приблизительно 33 км на юг-юго-запад от районного центра села Верхний Услон.

## История
Основано во времена Казанского ханства, со второй половины XVI века начало заселяться и русскими крестьянами. Упоминалось также как Спасское (по местной церкви).

## Население
Постоянных жителей было в 1782 — 557 душ мужского пола, в 1859 — 2348, в 1897 — 3016, в 1908 — 3762, в 1920 — 3329, в 1926 — 2750, в 1938 — 2074, в 1949 — 1302, в 1958 — 1211, в 1970 — 1106, в 1979 — 797, в 1989 — 586. Постоянное население составляло 493 человека (русские 94 %) в 2002 году, 347 — в 2010.

## Достопримечательности
Колокольня Спасской церкви.